# Qatar ExxonMobil Open 2004
Відкритий чемпіонат Катару 2004 (також відомий як Qatar ExxonMobil Open 2004 за назвою спонсора) — 12-й чоловічий тенісний турнір, який відбувся з 5 по 11 січня в місті Доха (Катар) на відкритих твердих кортах у Міжнародному центрі тенісу і сквошу Халіфа. Був одним зі змагань ATP International Series як частини Туру ATP 2004.

## Переможці

### Одиночний розряд
Ніколя Ескюде —  Іван Любичич 6–3, 7–6(7–4)

### Парний розряд
Мартін Дамм /  Цирил Сук —  Штефан Коубек /  Енді Роддік 6–2, 6–4